# HMS Nabob (D77)
Le HMS Nabob (D77) était un porte-avions d'escorte de la classe Bogue (sous-classe Ruler) construit aux États-Unis sous le nom de USS Edisto (CVE-41). Transféré à la Royal Navy en septembre 1943, il est torpillé par l'U-354 en août 1944. Gravement endommagé, il ne reprendra jamais le service. Il est finalement vendu puis démoli à Taiwan en 1977.

## Conception et description
Le porte-avions avait une longueur totale de 150 mètres, un faisceau de 21,2 mètres, un tirant d'eau de 7,8 mètres et un déplacement de 15 390 tonnes. Il était propulsé par une hélice, deux chaudières Foster Wheeler de 8 500 chevaux et une turbine à vapeur Allis-Chalmers de 9 350 chevaux, propulsant le navire à 16,5 nœuds (31 km/h) et transportant 3 290 tonnes de gasoil. Leur équipage est composé de 646 hommes.
Il était composé d'un pont d'envol en bois recouvert de plaques d'acier doux de 137,16 x 24,38 mètres, 9 brins d'arrêt réglés à 19 800 lb à 55 nœuds et une catapulte H4C hydraulique. Les avions et les 36 000 gallons Aviation Gasoline Spirit (essence pour avions) étaient stockés dans un hangar de 79,24 x 18,89 x 5,48 mètres, situé sous la plate-forme de vol. Son armement comprenait 2 canons de 5 pouces/38 calibres, de 4 pouces/50 calibres ou de 5 pouces/51 calibres, 8 mitrailleuses double 40 mm Bofors, 14 mitrailleuses double 20 mm Oerlikon et 14 mitrailleuses 20 mm Oerlikon. Le Nabob pouvait accueillir 24 avions, dont des Grumman F4F Wildcat, des Chance Vought F4U Corsair ou Hawker Hurricane et des bombardiers-torpilleurs Fairey Swordfish ou des Grumman TBF Avenger.

## Construction et carrière
Sa quille est posée le 20 octobre 1942 aux chantiers Seattle-Tacoma Shipbuilding Corporation (Tacoma, USA) sous le nom de USS Edisto (CVE 41). Le navire est lancé le 9 mars 1943. Le 7 septembre 1943, alors achevé, il est transféré à la Royal Navy dans le cadre de la loi Lend-Lease et est mis en service sous le nom de HMS Nabob (pennant number D77).
Le navire part pour Vancouver où débute le 15 octobre 1943 les modifications pour être aux standards de la Royal Navy, au chantier Burrard Dry Dock. Fin janvier 1944, le navire arrive à Esquimalt pour quelques fins de modifications. Le 25 janvier 1944, pendant un exercice, le navire touche le fond à 17 nœuds, s'échoue mais aucun dommage n'est à signaler. Le 28, il est déséchoué. Le 8 février 1944, il reprend la mer pour New York via San Francisco et le canal de Panama. Le 19 mars, il atteint New York où il embarque le 852 Naval Air Squadron (en) à l'US Naval Station de Squantum (en) pour la Grande-Bretagne.
Affecté à la lutte anti-sous-marine, il prend la mer le 23 mars 1944 avec le convoi UT 10 à destination de Liverpool, transportant des P-51 Mustangs pour le Royaume-Uni. Le 7 avril 1944, ses défauts sont réparés dans la Clyde après avoir été affecté au Commandement des Western Approaches. Le 18, il fait mouvement vers Liverpool pour la rectification de ses défauts puis ses Avenger et ses Wildcat du 856 Naval Air Squadron (en) s'entraînent au vol au large de Belfast, fin juin 1944.
Le Nanob rejoint la Home Fleet le 1er août 1944 à Scapa Flow. Dix jours plus tard, il participe à l'opération Offspring, opération de mouillages de mines au large de Haarhamsfjord et Lepsorev en compagnie du HMS Indefatigable et du HMS Trumpeter. C'est une des plus grandes opérations de minage de la guerre avec 47 succès confirmés par des mines larguées par des Avenger du 846 et 853 Naval Air Squadron (en). L'escorte aérienne coule le dragueur de mines Räumboot 89, mitraillé et coulé au large de l'île de Vigra (Ålesund) et détruit 6 Messerschmitt Bf-110 au sol sur l'aérodrome de Gossen. Côté alliés, un Avenger, un Firefly et trois Seafire sont perdus. Le 22 août 1944, il prend part à l'opération Goodwood, raids aériens contre le Tirpitz dans le Kåfjord (Norvège) en compagnie du HMS Formidable, du HMS Furious, du HMS Indefatigable et du HMS Trumpeter. Le mauvais temps gêne l'attaque principale, mais deux bâtiments sont endommagés dans l'Altafjord et des avions ennemis sont abattus à Banak. Durant l'opération le Nabob est frappé à tribord par une torpille acoustique tirée par l'U-354, en mer de Barents. L'impact de la torpille provoque une ouverture de 3 mètres carrés en dessous de la ligne de flottaison, l'arrière latéral. La poupe coule à 15 pieds (4,6 m) sous la surface de l'eau mais le navire ne coule pas, l'inondation ayant été contrôlé par l'équipage. Après quelques réparations mineures pour l'éviter de chavirer, il parvient à atteindre la vitesse de 10 nœuds en faisant route vers Scapa Flow, qu'il atteindra cinq jours plus tard. La mission coûtera la vie à 21 hommes d'équipage.
Le 30 septembre 1944, il est désarmé car irréparable. Il est mis en réserve dans le sud du Firth of Forth. Il est ensuite transféré au Rosyth Command.
Le 16 mars 1945, il est transféré dans l'US Navy, mais reste dans le Firth of Forth. En mars 1947, il est vendu à une firme hollandaise et le 21 septembre, arrive à Rotterdam où il est converti en navire marchand. Les travaux dureront jusqu'en 1952, tout en conservant le nom de Nabob. En 1968, il est renommé Glory sous pavillon panaméen. Le 6 décembre 1977, il est démoli à Taiwan.